# Stilbometopa
Stilbometopa is een vliegengeslacht uit de familie van de luisvliegen (Hippoboscidae).

## Soorten
- S. fulvifrons (Walker, 1849)
- S. impressa (Bigot, 1885)
- S. podopostyla Speiser, 1904